# Papeete

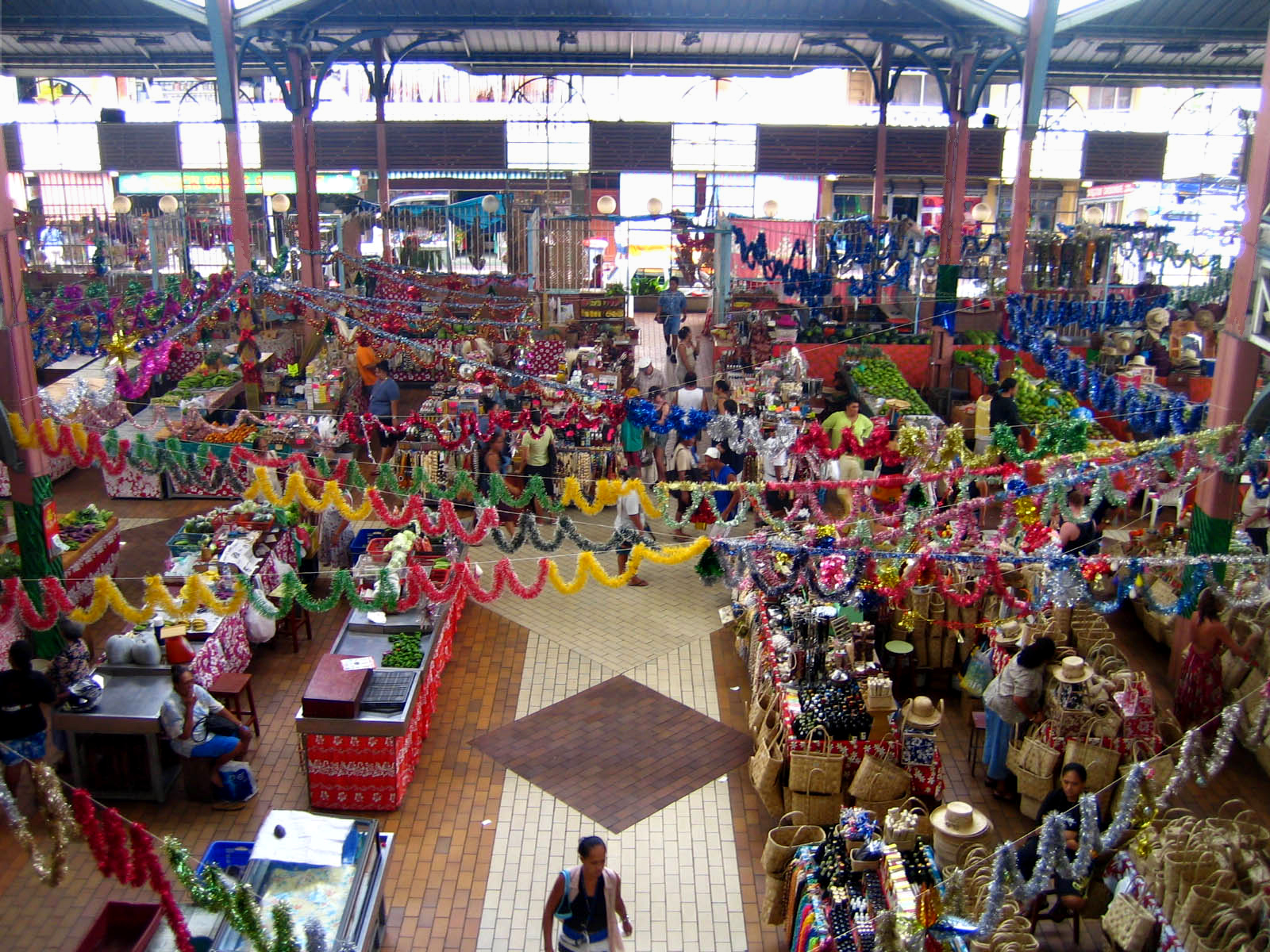
Místní tržiště

Papeete (tahitsky Pape’ete) je hlavní město Francouzské Polynésie, ležící na ostrově Tahiti, v souostroví Společenské ostrovy. Žije zde 26 017 obyvatel (aglomerace 131 695, stav 2007).
Město je zároveň správním střediskem oblasti Návětrné ostrovy a hlavním administrativním, obchodním, průmyslovým a finančním centrem celé oblasti Tahiti a Francouzské Polynésie. Je významným přístavem a centrem místního cestovního ruchu.
Oblast je rozdělena do sedmi komun: Faaa, Papeete, Punaauia, Pirae, Mahina, Paea a Arue.

## Historie
Prvním Evropanem, který se v okolí dnešního města usídlil, byl roku 1818 britský misionář William Crook. Papeete je hlavním městem od roku 1830, zásluhou tahitské královny Pomaré IV. Tento status přetrval dodnes, i přes francouzskou kolonizaci a následné zřízení protektorátu v roce 1842.
Město bylo několikrát po sobě poničeno. V roce 1884 zde propukl velký požár, který poničil velkou část města, a v roce 1906 bylo zasaženo tropickou cyklónou.
Od roku 1842 zde byl uvězněn Herman Melville. Jeho zdejší zážitky se staly inspirací pro jeho novelu Omú. Roku 1891 sem přicestoval Paul Gauguin, který zde (s výjimkou let 1893–1895), zůstal, a již nikdy se nevrátil zpět do Francie. Delší čas zde strávili také Robert Louis Stevenson a Henry Adams.
Rychlý růst města byl odstartován rozhodnutím Francie o přemístění testovacího místa jaderných zbraní z Alžírska do atolů Mururoa a Fangataufa, vzdálených 1500 km. Z tohoto důvodu bylo poblíž Papeete postaveno letiště, jediné mezinárodní ve Francouzské Polynésii. V 60. letech následoval příliv imigrantů (okolo 30 000) z okolních oblastí a z Francie. Poslední série jaderných testů byla provedena v roce 1995, jež vyústila v dvoudenní pouliční nepokoje, které měly za následek poničení mezinárodního letiště, 40 zraněných, a na určitou dobu úpadek cestovního ruchu. Nepokoje byly však pozorovány i při testech v roce 1987.
V roce 1983 zde byl postaven chrám církve Mormonů, z důvodu vysokého počtu příznivců v oblasti.